# Gen Rosso

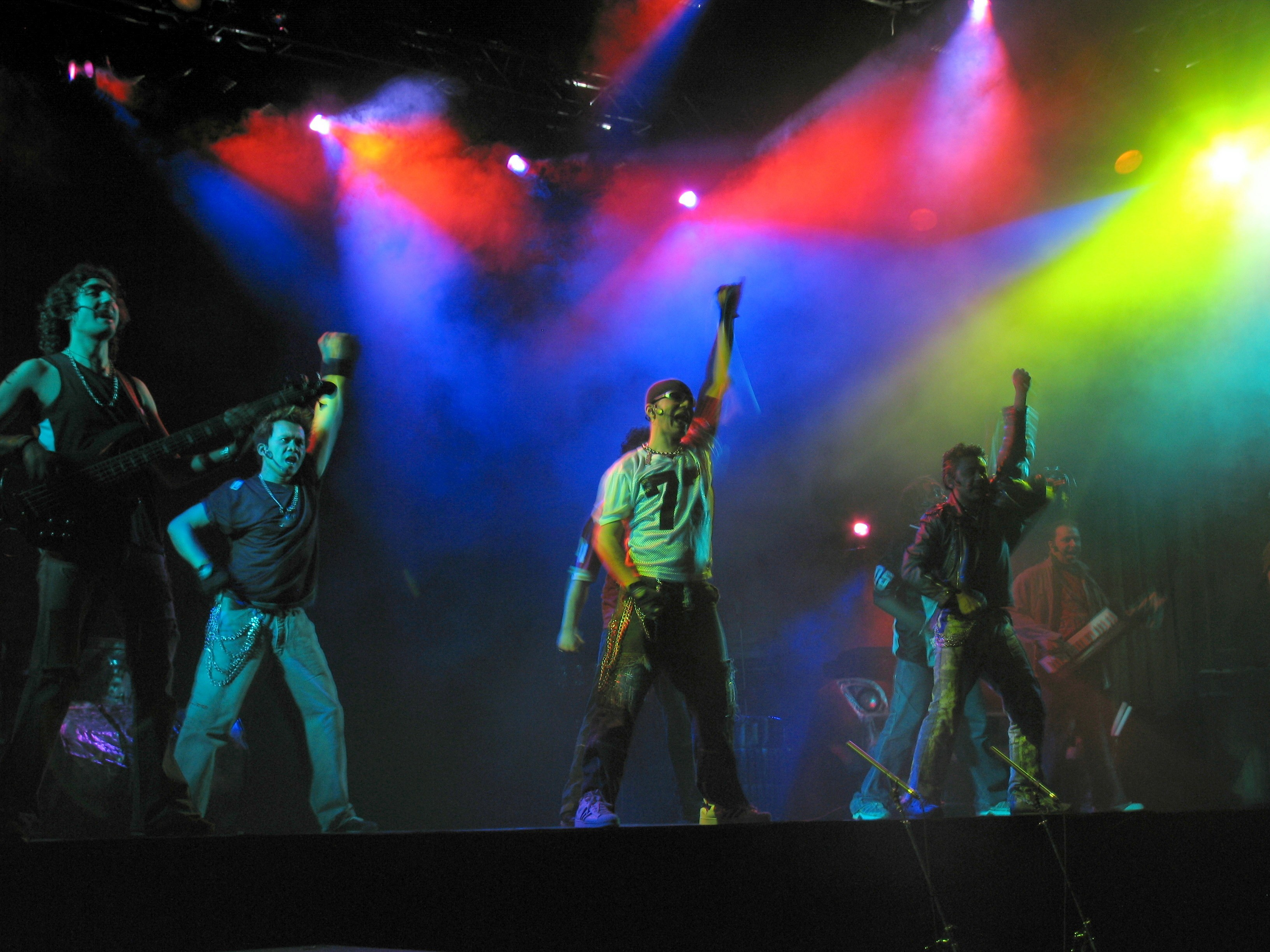
Gen Rosso

Gen Rosso je hudební skupina hnutí Fokoláre, která vznikla v roce 1966. Jedná se o multikulturní mezinárodní skupinu, ve které se vystřídalo už přes 200 členů z různých koutů světa. Díky této rozmanitosti mají velmi široké pole inspirace, co se týče jak textů, tak hudby.

## Členové
V dnešní době má skupina 16 členů z 9 zemí:
- Itálie

Ciro Ercolanese - Herec, zpěvák
Michele Sole - Herec, zpěvák, tanečník
Valerio Gentile - Režisér, generální manažer
Lode Cipri - Skladatel, producent
Aurelio  - Technika
Emanuel Gervasoni - Osvětlení, technický supervizor
(Cristiano Gallian) - Hudebník (hostující člen)
- Filipíny

Raymund Estrada - Herec, tanečník, zpěvák
Joseph Siason - Herec, tanečník, zpěvák
Dennis Ng - Herec, zpěvák, kapela
- Argentina

Lito Amuchástegui - Zvukař
- Polsko

Bartek Zielinski - Zvukař
- Demokratická republika Kongo

Ideal Lukodi - Herec, tanečník, zpěvák
- Švýcarsko

Benedikt Enderle - Skladatel, umělecký režisér
- Tanzanie

Ponsiano Pascal Changa - Herec, tanečník, rapper, zpěvák
- Španělsko

José Manuel García - Herec, kapela
- Brazílie

Adelson De Oliveira - Herec, tanečník